# Résolution 260 du Conseil de sécurité des Nations unies
Membres permanents
- Chine (Taïwan)
- États-Unis
- France
- Royaume-Uni
- URSS

Membres non permanents
- Algérie
- Brésil
- Canada
- Danemark
- Éthiopie
- Hongrie
- Inde
- Pakistan
- Paraguay
- Sénégal

Résolution no 259 Résolution no 261
La Résolution 260 est une résolution du Conseil de sécurité de l'ONU votée le 6 novembre 1968 concernant la Guinée équatoriale et qui recommande à l'Assemblée générale des Nations unies d'admettre ce pays comme nouveau membre.

## Contexte historique
Les territoires insulaires et continentaux sont réunis en 1926 sous le nom de colonie de Guinée espagnole. Les royaumes tribaux s'effondrent, tandis que l'administration coloniale renforce son autorité. L'Espagne n'accorde pas autant d'intérêt à ses possessions africaines que les autres puissances coloniales ; elle développe cependant de grandes plantations de cacao sur l'île de Bioko, dans lesquelles travaillent des ouvriers agricoles nigérians. Au moment de la Guerre civile espagnole, la Guinée espagnole reste dans le camp républicain jusqu'à ce que les nationalistes s'en emparent en septembre 1936. 
En 1959, les territoires espagnols du golfe de Guinée acquièrent le statut de province espagnole d'outre-mer, semblable à celui des provinces de métropole. La loi du 30 juillet 1959 leur donne la dénomination officielle de Région équatoriale espagnole - région qui est divisée en deux provinces : Fernando Poo et Río Muni ; elle est administrée par un gouverneur général qui exerce tous les pouvoirs civils et militaires. 
Le 15 décembre 1963, le gouvernement espagnol soumet à référendum un projet d'autonomie approuvé à une écrasante majorité. Les territoires adoptent donc le nom de Guinée équatoriale, la nouvelle entité est dotée d'une Assemblée générale, d'un Conseil de gouvernement et d'un Commissaire général, avec des organes particuliers pour chaque province. Le Commissaire général nommé par le gouvernement dispose de pouvoirs étendus, mais l'Assemblée générale de Guinée équatoriale a l'initiative des lois et des règlements. 
En novembre 1965, la IVe Commission de l'Assemblée générale des Nations unies approuve un projet de résolution dans lequel il est demandé à l'Espagne de fixer aussi tôt que possible une date pour l'indépendance de la Guinée équatoriale. En décembre 1966, le Conseil des ministres se met d'accord sur l'organisation d'une Conférence constitutionnelle. Cette Conférence s'ouvre en octobre 1967 ; elle est présidée par Fernando María Castiella, ministre des Affaires étrangères. Federico Ngomo est à la tête de la délégation guinéenne.
.  (Issu de l'article Histoire de la Guinée équatoriale).
À la suite de cette résolution ce pays est admis à l'ONU le 12 novembre 1968 ,.

## Texte
- Résolution 260 Sur fr.wikisource.org
- Résolution 260 Sur en.wikisource.org